# Liste der Nummer-eins-Hits in den Rhythmic Airplay Charts (2021)
Dies ist eine Liste der Nummer-eins-Hits in den Rhythmic Airplay Charts im Jahr 2021.

## Singles
| ← 2020 ← | Liste der Nummer-eins-Hits in den Rhythmic Airplay Charts | Liste der Nummer-eins-Hits in den Rhythmic Airplay Charts | Liste der Nummer-eins-Hits in den Rhythmic Airplay Charts | 2022 →                    |
| \| Zeitraum \| Wo. ges. \| Interpret \| Titel Autor(en) \| Zusätzliche Informationen \| \| (Zeitraum, Wochen auf Platz eins, Interpret, Titel, Autor[en], zusätzliche Informationen) \| \| \| \| \| \| ----------------------------------------------------------------------------------------- \| -------- \| --------------------------------- \| --------------- \| ------------------------- \| \| 26. Dezember 2020 – 1. Januar 2021 1 Woche \| 1 \| Jhené Aiko feat. H.E.R. \| B.S. \| – \| \| 2. Januar 2021 – 22. Januar 2021 3 Wochen (insgesamt 5) \| 5 \| Pop Smoke feat. Lil Baby & DaBaby \| For The Night \| – \| |                                                           |                                                           |                                                           |                           |
| ← 2020 |                                                           |                                                           |                                                           | → 2022 →                  |
| Zeitraum | Wo. ges.                                                  | Interpret                                                 | Titel Autor(en)                                           | Zusätzliche Informationen |
| (Zeitraum, Wochen auf Platz eins, Interpret, Titel, Autor[en], zusätzliche Informationen) |                                                           |                                                           |                                                           |                           |
| 26. Dezember 2020 – 1. Januar 2021 1 Woche | 1                                                         | Jhené Aiko feat. H.E.R.                                   | B.S.                                                      | –                         |
| 2. Januar 2021 – 22. Januar 2021 3 Wochen (insgesamt 5) | 5                                                         | Pop Smoke feat. Lil Baby & DaBaby                         | For The Night                                             | –                         |